# Смородина колосистая
Смородина колосистая, или кистистая (лат. Ribes spicatum), — кустарник, вид рода Смородина семейства Крыжовниковые (Grossulariaceae).
Широко распространённый в Восточной Европе вид, близкий смородине красной и отличающийся от неё окраской и формой листьев, а также формой гипантия и расположением пыльников в цветках.
Значительное число сортов смородины происходит от гибридов смородины красной и смородины колосистой, объединяемых под названием Ribes ×houghtonianum Jancz.

## Ботаническое описание
Кустарник 1—2 м высотой. Молодые веточки опушённые, затем оголяющиеся. Листья матовые, жестковатые, тёмно-зелёные сверху, с обеих сторон в той или иной мере опушённые, с возрастом опушение сверху иногда едва заметно, но обычно сохраняется по краю листа. Черешки зелёные, отстоящие от веточек почти под прямым углом. Листовая пластинка пятилопастная, с усечённым или неглубоко сердцевидным основанием (угол между лопастями у основания всегда тупой), лопасти сравнительно острые.
Цветки собраны в кисти, цветоложе чашевидной формы, без пятиугольного валика вокруг пестика.
Ягоды 6—8 мм в диаметре, в зрелом виде красного цвета. Семена обычно неправильной формы, эллиптические до обратнояйцевидных, красно-коричневые, с неровной поверхностью, покрытой остатками желатинизированной эпидермы.

## Распространение
Широко распространённое в Восточной и Северной Европе растение. Встречается в лесах и по опушкам, нередко заносится из садов.

## Классификация

### Таксономия
Ribes spicatum E.Robson, 1796,  Arr. Brit. Pl., ed. 3. 2: 265
Вид Смородина колосистая относится к роду Смородина (Ribes) семейства Крыжовниковые (Grossulariaceae) порядка Камнеломкоцветные (Saxifragales). Таксономическая схема в соответствии с Системой APG IV по состоянию на декабрь 2023 года:
|  |                          |  |                                   |                                   |                         |  | еще 14 семейств |  |  |                                                                 |                          |
|  |                          |  |                                   |                                   |                         |  |                 |  |  |                                                                 |                          |
|  |                          |  |                                   | порядок Камнеломкоцветные         |                         |  |                 |  |  |                                                                 | вид Смородина колосистая |
|  |                          |  |                                   | порядок Камнеломкоцветные         |                         |  |                 |  |  |                                                                 | вид Смородина колосистая |
|  | клада Цветковые растения |  |                                   |                                   | семейство Крыжовниковые |  | род Смородина   |  |  |                                                                 |                          |
|  | клада Цветковые растения |  |                                   |                                   |                         |  | род Смородина   |  |  |                                                                 |                          |
|  |                          |  | ещё 63 порядка цветковых растений | ещё 63 порядка цветковых растений |                         |  |                 |  |  | еще 204 подтвержденных видов и 84 вида, ожидающих подтверждения |                          |
|  |                          |  |                                   | ещё 63 порядка цветковых растений |                         |  |                 |  |  |                                                                 |                          |

### Внутривидовые таксоны
Ribes spicatum subsp. hispidulum (Jancz.) Hämet-Ahti, 1984 — Смородина щетинистая
Ribes hispidulum (Jancz.) Pojark., 1929
Ribes rubrum var. hispidulum Jancz., 1907
Ribes spicatum subsp. lapponicum Hyl., 1945 — Смородина голая
Ribes glabrum (Hedl.) Sennikov, 2001
Ribes rubrum subsp. glabrum Hedl., 1948
Ribes spicatum E.Robson subsp. spicatum — Смородина опушённая
Ribes acidum Turcz. ex Pojark., 1929
Ribes pubescens (Hartm.) Hedl., 1901
Ribes rubrum var. pubescens Hartm., 1820
Ribes warszewiczii Jancz., 1904

### Синонимы
- Ribes lioui C.Wang & Chang Y.Yang
- Ribes petraeum var. spicatum (E.Robson) Gray
- Ribes pubescens Kom.
- Ribes rubrum var. palczewckii Jancz. - Смородина Пальчевского